# Alois Fink
Alois Fink alias Matthias Schaching (* 19. Februar 1920 in Gotteszell, Bayerischer Wald; † 22. Mai 2012) war ein deutscher Journalist und Schriftsteller.

## Werdegang
Fink regte nach dem Zweiten Weltkrieg die Gründung der Deggendorfer Zeitung an. Von 1947 bis 1980 war er Mitarbeiter des Bayerischen Rundfunks. Er war Leiter des Zeitfunks sowie des Regionalprogramms 3 x Bayern. Von 1965 bis 1973 war er Programmbereichsleiter Sonderprogramme des Bayerischen Fernsehens und von 1973 bis 1980 Leiter der Hauptabteilung Kultur im Hörfunk.
Einen Namen machte er sich auch als Fernsehmoderator und Buchautor.

## Ehrungen
- Bayerischer Verdienstorden
- Bayerischer Poetentaler (1964)
- Kulturpreis des Bayerischen Wald-Vereins (1979)
- Ehrenring des Landkreises Deggendorf (1985)
- Bundesverdienstkreuz 1. Klasse (19. August 1986)[2]